# Coltaro
Coltaro è una frazione del comune di Sissa Trecasali, in provincia di Parma.

## Origini del nome
Il nome sembra derivare dal latino Caput Tari, dato dal fatto che Coltaro si trovava probabilmente tra i fiumi Po e Taro, in corrispondenza della foce di quest'ultimo, che oggi si trova più ad ovest.

## Storia
Le prime notizie si hanno in un placito di Ottone III di Germania del 5 aprile 989 al vescovo di Parma Sigifredo II: si tratta di una conferma dei diritti della sua Chiesa su Borgo San Donnino, sulla Badia di Berceto, sulla città di Parma per tre miglia intorno alle mura e di altri privilegi "juxta acquae alveum e Capite Tari usque ad Bovem cursum".
In seguito in un atto di donazione di una corte della contessa Ferlinda, datato 6 settembre dell'anno 1000, si fa riferimento a Coltaro e ad altri paesi del comune di Sissa.
In un documento del 1080 Coltaro è ricordato come un'isola e già nel 1152 si trovano notizie di alluvioni.
Successivamente, nel 1195, l'imperatore Enrico VI, figlio di Federico Barbarossa, confermò al Vescovo di Parma i diritti e i privilegi della Chiesa di Parma "et in aliis terris in Coltaro, in Sissa, in Pizo e in Palasone".
Nel XV secolo, per intercessione dei monaci benedettini di Sanguigna, il Governatore di Parma concede il beneficio delle "Comunaglie" agli abitanti che avevano innalzato alcune opere difensive della loro vasta Corte, seriamente minacciata dalle acque del Po. Tracce delle prime divisioni dei terreni si trovano in una mappa del 1588.
Una ordinanza dello Stato Parmense del 1715 stabilì che le terre, che fossero in seguito venute a formarsi, dovevano appartenere agli abitanti del luogo.
Con decreto del 30 settembre 1820 la duchessa Maria Luisa d'Asburgo-Lorena stabilì le norme per la suddivisione di dette terre alluvionali:
(I Articolo)
Altri articoli stabiliscono che ogni famiglia poteva godere di una sola comunalia, che chi lasciava il paese perdeva il diritto all'usufrutto e che chi avesse perso, a causa dell'alluvione il proprio pezzo di terreno, avrebbe avuto successivamente il primo appezzamento nuovamente formatosi o resosi libero. Vi era inoltre regolato il diritto alla successione.
Le inondazioni non furono le sole tragedie che colpirono gli abitanti del paese, ma anche le epidemie di peste che portarono morte e povertà nel 1348, nel 1361 (allora la pestilenza durò ben 6 mesi) e nel 1629, quando l'epidemia interessò quasi tutta l'Italia settentrionale, con particolare riguardo alla Lombardia.

## Monumenti e luoghi d'interesse

### Chiesa di San Giovanni Evangelista
La chiesa, dedicata a San Giovanni Evangelista, risale al 1300. 
Le prime notizie sulla chiesa si hanno in un documento del 1299 chiamato Ratio Decimarum che recava l'indicazione dell'"Ecclesia de Cotaro in Plebe Sancti Quirici". L'attuale edificio, di cui è stata rifatta la facciata e che è stato innalzato di circa due metri a causa dell'alluvione nel 1948, fu consacrata il 25 dicembre 1690: presenta una navata centrale a due spioventi e due navate laterali dotate di ingressi indipendenti aggiunte alla fine del XIX secolo. Il portale centrale è sormontato da un rosone circolare in marmo bianco aggiunto nel 1950. Questa chiesa era poverissima e fu leggermente arricchita dai conti Simonetta di Torricella, di cui Coltaro fu feudo.
Nella chiesa sono presenti:
- Pianeta, in stoffa di seta a sfondo rosa con intessuti vari disegni di colonne, richiami floreali e altri richiami architettonici caratterizzati da colorazioni vivissime e risaltanti (oro, rosso, azzurro, argento, ...). La tradizione vuole che questo splendido paramento sacro derivi dalla generosa donazione della duchessa di Parma Maria Amalia, moglie di don Ferdinando di Borbone.
- S. Giovanni Evangelista a Patmos, dipinto ultimato nel Primo Settecento, situato nell'abside, entro cornice intagliata.
- Ancona in stucco lucido e altari (in simmetria nelle navate prospicienti, maniera del Rusca)
- Piccola ancona, con statua lignea di Sant'Antonio di Padova, secondo Settecento.

## Società

### Tradizioni e folclore
Da ricordare due tradizioni di questa frazione: il Palium Asinorum (corsa degli asini) e la festa del Pescegatto.
C'è la tradizione dei paesi confinanti di associare gli abitanti di Coltaro a degli zingari, riferendosi ad attività di contrabbando effettuate dai coltaresi tra lo stato austriaco e il Ducato di Parma
(Goldoni)
(Goldoni)
Questa storia me l’ha raccontata un vecchio contadino di Coltaro mentre camminavamo per una specie di immensa fattoria. Il sole dopo aver indugiato sull’orizzonte, cadeva dietro alle cime dei salici e intorno c’era una grande quiete: da tempo avevamo superato l’argine vecchio del Po ma il suo corso lento e maestoso ancora non si scorgeva: soltanto piccoli acquitrini incontravamo pieni di canne macere e lievi conce di limo secco e screpolato e distese di campicelli circondati da un fossato: e l’uomo intanto mi spiegava come tutto il benessere e la serenità del suo paese consistessero in quelle strisce sottili in cui si allineavano filari di esili pioppi.
Tutta questa terra - diceva l’uomo – le ha portate il fiume. Sono alcune centinaia di ettari che hanno coperto il letto antico del Po che adesso scorre laggiù dietro quel bosco di salici. Questo spiazzo di terra, deposto dal fiume, non è del demanio, né del Genio Civile, né dei proprietari frontisti: è nostro ce l’ha regalato Maria Luigia e noi ce lo siamo divisi in parti uguali secondo la sua volontà e anche lo Stato si è inchinato davanti a queste vecchie leggi.
Siamo in 218 famiglie a Coltaro e ogni famiglia possiede un ettaro e 347 metri quadrati di terra»
(Goldoni Luca, Giornale dell'Emilia, 1950)